# إقليم فاردار
إقليم فاردار (بالمقدونية: Вардарски регион) هي واحدة من ثماني أقاليم في شمال مقدونيا. تقع فاردار، الواقعة في الجزء الأوسط من شمال مقدونيا، على حدود اليونان من الجنوب، وداخليا، يحدها إقليم بيلاجونيا، إقليم الجنوب الغربي، إقليم سكوبي، إقليم الجنوب الشرقي وإقليم الشرق. وقد سميت المقاطعة فاردار على اسم نهر فاردار، الذي يمر عبر المنطقة.

## البلديات

بلديات المنطقة

ينقسم إقليم فاردار إلى 9 بلديات:
- Čaška
- ديمير كابيجا
- غرادسكو
- Kavadarci
- لوزوفو
- نيغوتينو
- روزومان
- سفيتي نيكول
- فيليس

## جغرافية
مقاطعة فاردار مقسمة بـ نهر فاردار ويحدها من الجنوب اليونان، الإقليم أكثر سطوعًا من معظم أنحاء البلاد.

## التركيبة السكانية

خريطة لأكبر المجموعات العرقية في المنطقة

### تعداد السكان
يبلغ عدد السكان الحاليين في مقاطعة فاردار 154,535 مواطنًا، وفقًا لآخر تعداد سكاني في عام 2002، مما يجعلها الأقل سكانًا من المقاطعات الثمانية في البلاد.
| سنة التعداد | تعداد السكان | التغير  |
| ----------- | ------------ | ------- |
| 1994        | 130,793      | لا يوجد |
| 2002        | 154,535      | 18.2٪+  |

### الأعراق
أكبر مجموعة عرقية في المنطقة هي المقدونيون.